# Argumentum ad nauseam
Az argumentum ad nauseam (nausea latin szó jelentése: tengeri betegség, hányinger, undor) olyan érvelést jelent, ami az állítás igaz voltáról úgy próbál meggyőzni, hogy gyakran elismétli ugyanazt, sokaknak (szó szerint: ’érvelés a rosszullétig’, „csömört okozó mennyiségben ismételt érvelés”).
Politikusok gyakran alkalmazzák ezt a fajta retorikai fogást. Újabban az eljárást goebbelsi módszernek is nevezik a publicisztikában, noha természetesen nem egyedül a náci Németországban alkalmazták a történelem során. Ahogy több propagandista is felismerte, a módszer hatékony, mert ha valamit kellő ideig (és hatással) ismételgetünk, az emberek egy idő után hajlamosak elfogadni igaznak – talán mert megszokottá válik, mint egy ismerős bútordarab, észrevétlenül része lesz az ember gondolkodásának. Szélsőséges formájában akár agymosásra is alkalmas. A rendíthetetlen „ismételgetés” módszerét – némi iróniával – elterjedten nevezik mantrázásnak a publicisztikában és a közbeszédben egyaránt.

## Az ad nauseam-technika példái

### Az özvegyasszony és a bíró (Lukács evangéliuma)
Az ad nauseam külön alkalmazva azt is jelentheti, ha valamit nagyon sokáig („a rosszullétig”) forszíroz valaki. Például „a témát ad nauseam ismételgette”, azaz olyan hosszasan, hogy már mindenkinek a tűréshatárát kikezdte. A módszer egy klasszikus (és az értelmezési kerettől függően nem föltétlenül negatív) példáját az Evangéliumokban találjuk, Jézus ráadásul meglepő módon a szüntelen imádkozásról mondja a példázatot („...hogy mindenkor imádkozniuk kell, és nem szabad belefáradniuk.” (Luk 18,1)), melyben az Istent nem félő bíró azért szolgáltat igazságot egy asszonynak: „...mivel terhemre van ez az özvegyasszony, igazságot szolgáltatok neki, hogy ne járjon ide, és ne zaklasson engem vég nélkül” (Károlyi fordításában: „...mivelhogy nékem terhemre van ez az özvegyasszony, megszabadítom őt, hogy szüntelen reám járván, ne gyötörjön engem”) (Luk 18,5) – azaz az özvegy érvelésének a tartalma és igazsága mit sem számított, csak az, hogy nem volt rest mindig ugyanazt mondani és nem tágítani (és ez igen célravezetőnek bizonyult a lelketlen bíró esetében).

### Ceterum censeo
A történelem talán leghíresebb ilyen érvelése az idősebb Cato nevéhez fűződik, aki rendre így fejezte be a beszédeit azok tartalmától függetlenül: „Cēterum censeo Carthāginem dēlendam [ti. esse]”, vagyis „egyébként pedig szerintem Karthágót a földdel kellene egyenlővé tenni”, és ennek (állítólag) nem kis szerepe volt a harmadik pun háború kitörésében – illetve inkább a mértékadó körök meggyőzésében, a kellő talaj előkészítésében. A ceterum censeo külön alkalmazva azóta is szinonimája az efféle argumentatio ad nauseamnak.
Johann Wolfgang von Goethe német költő szerint „Az igazságot gyakran kell emlegetni, mert a hazugságot is állandóan ismételgetik”.

## A jelenség a pszichológiában
Hasonló jelenséggel találkozhatunk a pszichológia oktatásban, az asszertív viselkedés tanítása során. Azt tanácsolják ugyanis, hogy amikor igazunk van, és mások nem akarják szempontunkat tudomásul venni, akkor nyugodt, változatlan hangon ismételjük meg mondanivalónkat többször, mintha a „lemezjátszón elakadt volna a tű” (broken record technique). A hatás általában a meglepetés, és az eredmény sem marad el.